# Matanza de los inocentes (Guido Reni)
La Matanza de los inocentes es una pintura del pintor Barroco italiano Guido Reni, creada en 1611 para la Basílica de Santo Domingo en Bolonia, pero ahora en la Pinacoteca Nazionale en aquella misma ciudad.

## Descripción
La pintura está basada en el episodio bíblico de la Matanza de los Inocentes, descrito en el Evangelio de Mateo. El trabajo muestra una serie de episodios al mismo tiempo, pero está compuesto de manera clásica, con cada elemento cuidadosamente reflejado en una respuesta.
Dos soldados están matando a los niños, uno retratado desde detrás, está corriendo tras una mujer que grita, y el otro está arrodillado hacia las madres con sus niños: ambos mantienen cuchillos en la mano derecha. Las madres están reaccionando de maneras diferentes: una está chillando e intentando huir de los soldados,  que han agarrado su cabello; otra está huyendo hacia la derecha, mientras abraza a su niño, mientras que otra, en la esquina izquierda de abajo, está aguantando al niño en sus hombros. Otra madre intenta parar a un soldado con su mano izquierda, y una mujer arrodillada está rezando al cielo por encima de los niños que ya han sido sacrificados.